# CTS뉴스
《CTS뉴스》는 생방송으로 한국교회 주요현안과 사례를 보도하는 CTS기독교TV의 보도 프로그램이다.

## 진행
- 김민서= 아나운서

- 양수진= 아나운서